# Raymond Bataille
Raymond Bataille, né à Celles (Hainaut) le 16 octobre 1917 et décédé à Waremme le 19 novembre 2012 est un homme politique belge wallon, membre du PSC.
Bataille est licencié en Médecine vétérinaire (UCL et Cureghem), spécialiste éminent du cheval ardennais;  volontaire et combattant reconnu durant la Seconde Guerre mondiale; titulaire de cours à l'Institut agricole Saint-Louis de Waremme.

## Carrière politique
- sénateur de l'arrondissement de Huy-Waremme (1979-1981, 1985-1987)
- membre du Conseil régional wallon (1980-1981, 1985-1987)
  - secrétaire du bureau du Conseil de la Communauté française (1985-86).

## Distinctions
- Résistant armé AS. refuge Otarie, Zone IV
- Chevalier de l'ordre de la Couronne.
- Officier de l'ordre de Léopold II
- Croix Pro Ecclesia et Pontifice